# Штренгельбах
Штренгельбах (нем. Strengelbach) — коммуна в Швейцарии, в кантоне Аргау.
Входит в состав округа Цофинген. Население составляет 4353 человека (на 31 декабря 2007 года). Официальный код — 4285.